# Chronik der Stadt Osnabrück
Die Chronik der Stadt Osnabrück listet Ereignisse der Geschichte Osnabrücks in Kurzform auf. Miteinbezogen sind die ursprünglich eigenständigen Orte, die heute Stadtteile Osnabrücks sind.

## 8. Jahrhundert

### 780
- Gründung des Bistums Osnabrück.

## 9. Jahrhundert

### 804
- Gründung des Gymnasiums Carolinum.

## 11. Jahrhundert

### 1002
- 28. Juli: Heinrich II., König des Ostfrankenreichs und späterer Kaiser, gewährt Osnabrück das Markt- und Münzrecht.[1]

### 1011
- 13. Juli: Grundsteinlegung der ersten Kirche von St. Johann durch Bischof Dietmar von Osnabrück.

## 12. Jahrhundert

### 1157
- Kaiser Friedrich I. weilt auf der Reise von Neuss nach Goslar in Osnabrück.[2]

### 1171
- Friedrich I. gewährt der Stadt Osnabrück das Privilegium de non evocando, das gewährleistete, dass Rechtsfälle, an denen ihre Bürger beteiligt waren, vor dem örtlichen Stadtgericht zu verhandeln waren.[2]

### 1177
- 15. Juni: Die von der Vitus-Bruderschaft gebaute Viti-Kapelle an der Hase (heute Vitihof) wird durch Bischof Arnold geweiht. Mit ihr entsteht ein Hospital, welches als erstes Krankenhaus von Osnabrück gilt.[3]

## 13. Jahrhundert

### 1217
- Die Stadt verwendet als Wappen erstmalig ein Rad als eigenes Siegel, zunächst noch mit acht Speichen.[2]

### 1233
- 11. April: Reiner von Osnabrück stirbt.

### 1256
- 25. März: Bischof Bruno legt den Grundstein für den zweiten Bau der Kirche St. Johann.

### 1287
- Das Augustinerkloster lässt sich am Neumarkt nieder.

### 1292
- 18. August: Der Schlussstein der Kirche St. Johann wird gesetzt und die Kirche geweiht.

### 1295
- Das Dominikanerkloster wird bezogen.

## 14. Jahrhundert

### 1308
- 4. November: In der dritten Schlacht im Haler Feld siegt der Bischof von Osnabrück, Ludwig von Ravensberg, gegen den Bischof von Münster und dem Tecklenburger Grafen.

### 1309
- Die Neustadt wird in die bestehende (Alt-)Stadt eingegliedert.

### 1318
- Das Stadtoberhaupt wird erstmals als magister civium (Bürgermeister) betitelt.[4]

### 1331
- Der Löwenpudel wird als Löwenstein in einer Urkunde erstmals erwähnt.[5]

### 1338
- Kaiser Ludwig IV. erneuert die Stadtprivilegien.[4]
- Aufgrund der Brandgefahr werden Strohdächer bei Neubauten verboten.[6]

### 1348
- Die Sate entsteht. Älteste Stadtverfassung Deutschlands.

### 1350
- Die Pest wütet in Osnabrück. Nur sieben Ehen soll der Tod in Osnabrück nicht zerrissen haben.[4]

### 1394
- Ein Großbrand vernichtet einen Teil der Altstadt. Daraufhin wurden 103 „Hexen“ verbrannt.

## 15. Jahrhundert

### 1412
- Osnabrück schließt sich der Hanse an.

### 1441
- Johann V. von Hoya wird bis 1448 im Johanniskasten im Bucksturm gefangen gehalten.

### 1487
- Baubeginn des Rathauses, welches sich bis 1512 hinzieht.

## 16. Jahrhundert

### 1517
- Bau des Bürgergehorsam, der sich bis 1519 hinzieht.

### 1521
- Der Augustinerprior Gerhard Hecker predigt in der Augustinerkirche erstmals nach dem protestantischen Glaubensverständnis.[7]

### 1530
- 21. April: Ein in der Hakenstraße des Katherinenviertels ausgebrochenes Feuer entwickelt sich zum Stadtbrand. In sechs Stunden brannten über 1100 Häuser nieder, nur das Kloster Marienstätte am heutigen Ledenhof blieb verschont. Als Reaktion auf den Stadtbrand wurde bis ins 19. Jahrhundert am 21. April der Brandbußtag in Kirchen der Stadt abgehalten.[7]

### 1534
- Prediger des Täuferreich von Münster werden gefangen genommen und im Bucksturm eingesperrt.

### 1543
- 2. Februar: Hermann Bonnus hält in der Marienkirche zu Lichtmess den ersten offiziellen Gottesdienst der Stadt ab.[7]
- In St. Katharinen wird die Reformation eingeführt.

### 1544
- Die Stadt tritt dem Schmalkaldischen Bund als ordentliches Mitglied bei.
- Die letzten Mönche verlassen das Augustinerkloster.

### 1545
- Die Hirsch-Apotheke am Nikolaiort wird erstmals urkundlich erwähnt.

### 1553
- Nachdem Philipp Magnus von Braunschweig-Wolfenbüttel die Iburg erobern konnte, belagert er die Stadt Osnabrück erfolglos. Kanonenschüsse vom Gertrudenberg prallen an den kurz zuvor verstärkten Stadtmauern ab.[8]

### 1595
- Gründung des Ratsgymnasiums.

## 17. Jahrhundert

### 1601
- Die Raths-Apotheke wird auf Veranlassung des Raths als zweite Apotheke der Stadt eröffnet.[9]

### 1613
- 11. März: Beim Großen Stadtbrand  werden 942 Gebäude zerstört.[10]

### 1628
- Baubeginn der Petersburg.

### 1633
- 13. August: Nachdem die kaiserlichen Truppen in der Schlacht bei Hessisch Oldendorf den Schweden unterlagen, beginnt die Belagerung der Stadt durch die Schweden.
- 12. September: Den Schweden wird die Stadt kampflos übergeben. Die kaiserlichen Truppen ziehen sich in die Petersburg zurück.[11]
- 5. Oktober: Die noch von den kaiserlichen Truppen gehaltene Petersburg kapituliert vor den Schweden.

### 1636
- Die kaiserlichen Belagern kurzzeitig und erfolglos die Stadt.

### 1643
- Die schwedischen Gesandtschaft nutzt die Kirche St. Katharinen bis 1648 für Gottesdienste und Begegnungen.

### 1644
- 6. April: Der schwedische Gesandte Johan Axelsson Oxenstierna trifft in Osnabrück ein, um an den Verhandlungen zur Beendigung des Dreißigjährigen Krieges teilzunehmen.[12]

### 1645
- Juni: Beginn der Friedensverhandlungen zum Westfälischen Frieden in Osnabrück.

### 1667
- Baubeginn des Schlosses. Die Fertigstellung erfolgte 1673.

## 18. Jahrhundert

### 1727
- 22. Juni: König Georg I. von Großbritannien stirbt im Schloss Osnabrück.
- 30. Juni: Lütticher Bergleute beginnen mit der Auffahrung des Lücker Stollens am Piesberg.

### 1751
- Abriss der Klosterkapelle des ehemaligen Augustinerklosters am Neumarkt.

### 1766
- Die erste Ausgabe der Zeitung Osnabrückische Anzeigen erscheint.[13]

## 1781
- Der Pappelgraben wird an der Grenze zwischen der Martini- und der Neustädter Laischaft ausgehoben um die Wüste zu entwässern.[14]

### 1797
- Der Maler Peter Arnold Honsberg richtet an den Magistrat der Stadt die Bitte eine Zeichenschule errichten zu dürfen. Der Magistrat lehnt dieses aus Geldmangel ab. Honsberg errichtet die Schule daraufhin in Emden.[15]

## Ab 19. Jahrhundert
Aufgrund der großen Anzahl von Ereignissen ist die Chronik in die folgenden Teillisten unterteilt:
- 19. Jahrhundert
  - 1801–1825
  - 1826–1850
  - 1851–1875
  - 1876–1900
- 20. Jahrhundert
  - 1901–1925
  - 1926–1950
  - 1951–1975
  - 1976–2000
- 21. Jahrhundert